# Шосе A11 (Ботсвана)
Шосе A11 — дорога в Ботсвані яка має 37,5 кілометрів довжини до південноафриканського кордону в Рамоцва. Вона використовується для обходу Габороне при досягненні кордону між Ботсваною та Південною Африкою.